# Lost in Space

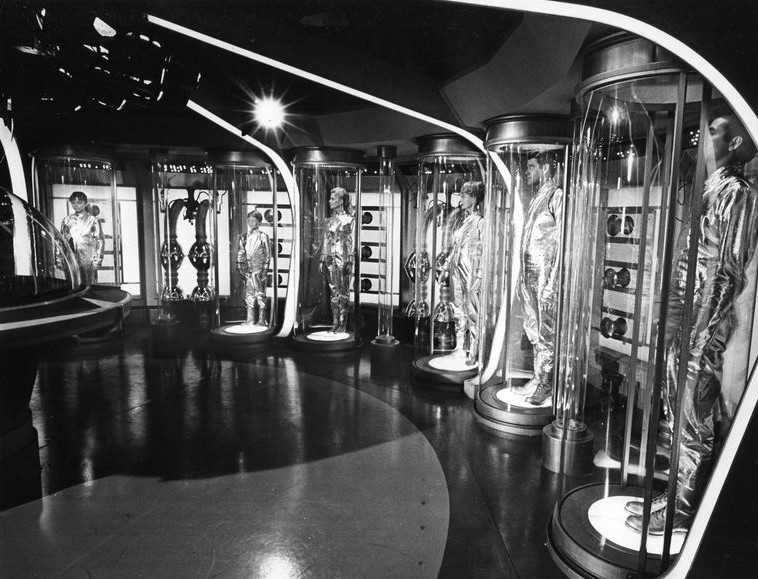
Familjen Robinson nedfrusna.

Lost in Space är en amerikansk TV-serie från 1960-talet, som utspelar sig 1997 och följer den fiktiva Familjen Robinson under en färd mot stjärnsystemet Alfa Centauri. En långfilm baserad på TV-serien hade premiär 1998.

## Skådespelare
- Prof. John Robinson - Guy Williams
- Maureen Robinson - June Lockhart
- Maj. Don West - Mark Goddard
- Judy Robinson - Marta Kristen
- Penny Robinson - Angela Cartwright
- Will Robinson - Bill Mumy
- Dr. Zachary Smith - Jonathan Harris
- The Robot - Bob May
- The Robot - Dick Tufeld (röst)

## Nyinspelning
En nyversion av TV-serien hade premiär på Netflix i april 2018.

### Fotnoter
1. ↑  Zendry Svärdkrona (14 april 2002). ”Filmtips 14 april” (på svenska). Nöjesbladet. https://www.aftonbladet.se/nojesbladet/tv/a/6n61xr/filmtips-14-april. Läst 1 december 2022.
2. ↑  ”"Lost in space" återuppstår”. Svenska dagbladet. 30 juni 2016. http://www.svd.se/lost-in-space-ateruppstar. Läst 19 juli 2016.